# 웨스트민스터궁
웨스트민스터궁(Palace of Westminster)은 영국 런던에 소재한 국회의사당(Houses of Parliament)이다. 영국의 상원과 하원의회장이 모두 이 건물에 자리하고 있다. 런던 자치구의 시티 오브 웨스트민스터의 템스강 북쪽에 있으며, 정부 청사들이 있는 화이트홀과 가깝다.
궁전의 배치는 복잡한 편이다. 기존 건물을 포함하여 약 1,100개의 방과 100여개의 계단 그리고 4.8km의 복도가 있다. 건물 대부분은 19세기까지 거슬러 올라가지만, 초기의 원형 건물 가운데 살아남은 요소는 오늘날에는 유해의 정장(正裝) 안치와 같은 중요한 국가행사를 치를 때 사용하는 웨스트민스터 홀과 보석 탑 등이다. 웨스트민스터 궁전의 빅토리아 탑에는 200만 건이 넘는 서류가 보관되어 있으며 궁전의 북쪽 끝에는 빅벤이라 불리는 대형 탑시계가 있다.
웨스트민스터 궁전과 궁전 주위는 시종 장관이 여왕을 대신하여 몇 세기 동안 관리하고 있다. 1965년 왕실과의 협정에 따라 두 채의 건물 관리를 통과시켰다. 몇몇 의식용 방들은 시종 장관이 계속 관리하고 있다.
1834년 큰 화재를 겪은 후 소실되었으며, 오늘날의 의사당은 건축가 찰스 배리(1795-1860)와 그의 조수 아우구스트 웰비 노트모아 푸긴(1812-1852)에 의해 30년에 걸쳐 세워진 것으로, 웨스트민스터 홀과 화재에서 살아남은 세인트 스티픈 경당을 통합하도록 설계했다.

## 역사

### 옛 궁전
오늘날에는 웨스트민스터 궁전이 자리잡고 있는 템스강 뒤쪽은 중세 동안 중요한 전략 요충지였다. 적어도 앵글로-색슨족 시대부터 이곳에 건물을 세웠던 것으로 보인다. 중세 시절 크누트 대왕이 1016년과 1035년 사이에 최초로 궁전을 세웠고 후에 참회왕 에드워드에 의해 시티 오브 런던 서쪽 섬에 그의 궁전과 웨스트민스터 사원(1045-1950)이 세워지게 되었다. 세월이 흘러 궁전과 사원의 인근 지역을 웨스트민스터(Westminster)라고 부르게 되었는데, 이는 서쪽 수도원(West Monastery)의 약칭인 것으로 보인다. 1066년 노르만 정복 후 윌리엄 1세가 런던 탑을 자신의 주거지로 삼았지만 나중에 웨스트민스터로 이주하였다. 그러나 색슨족들이나 윌리엄 1세가 살았던 건축물은 오늘날에는 이미 자취를 감추었다. 궁전에서 가장 오래된 부분들은 윌리엄 1세의 후계자인 윌리엄 2세에 의해 세워진 것이다.

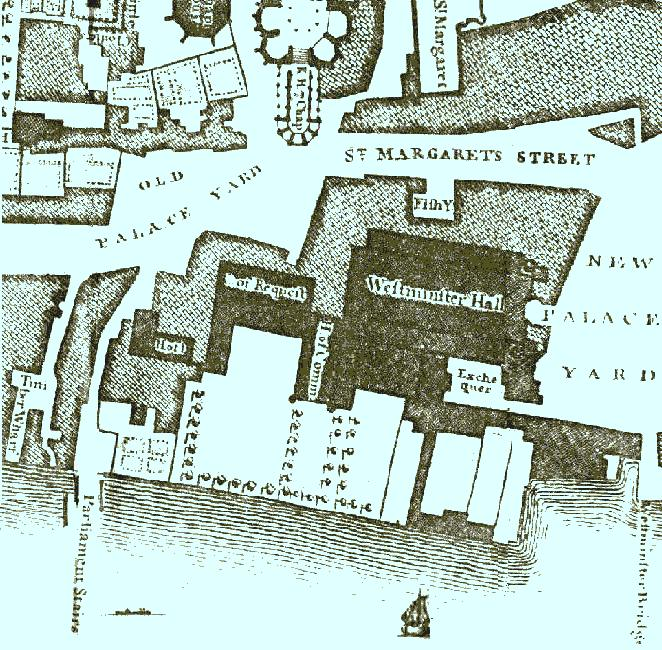
존 록큐가 1746년에 제작한 런던 지도

웨스트민스터 궁전은 중세 후반기 이래 왕의 주거지로 계속 사용되었으며, 공공시설의 상당수가 웨스트민스터 인근에 세워지게 되었다. 의사당의 전신인 추밀원은 웨스트민스터 홀에 설치되었다. 1295년 궁전 안에서 최초의 잉글랜드 의회가 열렸다. 이처럼 거의 모든 의회는 특수한 경우가 아니면 왕이 거주하는 이곳 웨스트민스터 궁전에서 열리게 되었다.
1512년에 웨스트민스터 궁전의 왕실 주거 공간에서 대화재가 일어났다. 그러자 당시 왕이었던 헨리 8세는 1534년 토머스 울지 추기경에게서 요크 궁전을 사들인 후 그 건물의 이름을 화이트홀 궁전으로 바꾸고 자신의 궁전으로 사용했다. 이후에도 웨스트민스터 궁전이 영국 왕실의 공식 왕궁이긴 했지만, 실제로는 상하원의 의회와 재판소로 더 많이 이용하고 있었다.
본래 이곳은 궁전이었던지라 의회 건물로 이용하기에는 구조가 적합하지 못했다. 의회 개회식과 같은 중요한 국가 행사들은 원래 헨리 3세의 침실로 지어진 페인티드 챔버(Painted Chamber)에서 거행하였다. 상원은 건물 남쪽 끝에 있던 왕비의 방(Queen's Chamber)에서 회합을 가졌고, 왕자들이 쓰던 방은 의회 개회기간동안 왕이 사용하는 공간으로 그 용도가 바뀌었다. 그러나 나중에 잉글랜드가 아일랜드와 연합 국가를 만들며, 의회의 업무가 급격하게 늘어나자 상원은 더 큰 화이트 챔버(White Chamber)로 그 회의장을 옮겨 사무를 처리하였다.
하원은 고정된 개최 장소가 없었으며 이따금씩 웨스트민스터 사원의 챕터 하우스(Chapter House)에서 회합을 가졌다. 나중에 하원은 헨리 8세의 후계자인 에드워드 6세 치세 아래 궁전 내 왕실 전용 성당이었던 세인트 스티픈 경당을 회합 장소로 얻어낼 수 있었다. 이후 300년 동안 성당은 하원 회의장의 용도에 맞추어 개조되었으며 점차 그 외관을 바꾸어나갔다. 17세기 후반에 있었던 대대적인 수리작업은 하원 회의장의 내부 인테리어까지 완벽하게 바꾸어놓았다.
의회는 점점 노후화되가는 좁은 웨스트민스터 궁전 건물들을 최대한 효율적으로 활용하기 위해 노력하였다. 18세기부터 궁전에 본격적인 변화가 생겨나기 시작했으며, 지어지는 시대에 따라 그 시대만의 고유 양식과 스타일들의 건물들이 점차 추가되었다. 1775년에 팔라디안 양식의 새로운 서쪽 파사드가 완공되었으며 이는 문서 저장 공간과 회의장을 추가로 제공해주었다. 하원 대변인의 사무실이 1795년에 세인트 스티븐 경당 바로 옆에 지어졌다.

### 대화재와 복구작업

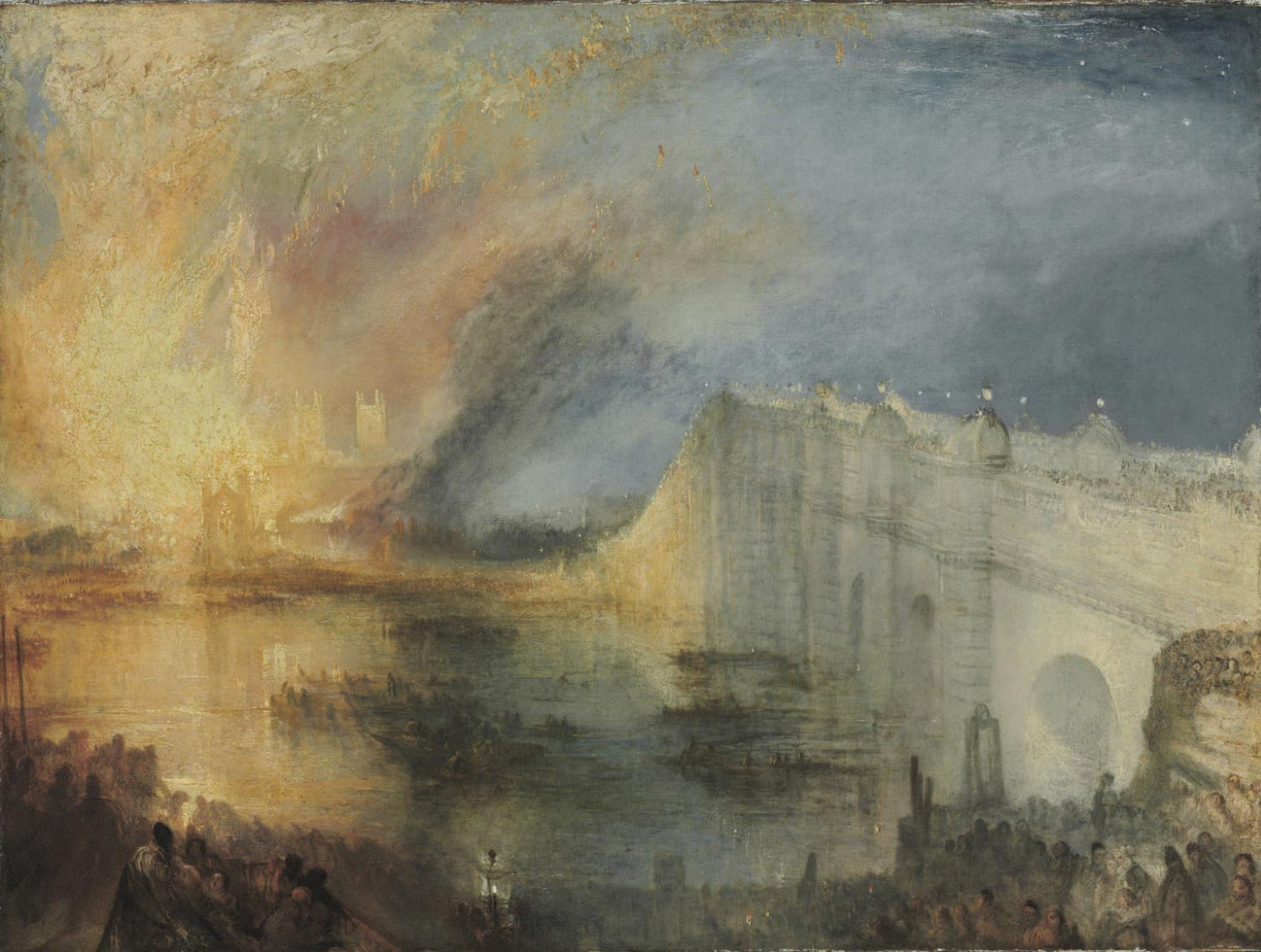
J. M. W. 터너의 1843년 대화재를 그린 불타는 상·하원.

1834년 10월 16일에 문서를 태우는 용도로 사용되던 화로에서 불이 났고, 상원과 하원 회의장과 함께 웨스트민스터 궁의 건물들이 대부분 전소되고 말았다. 하지만 다행히도 웨스트민스터 홀과 보석 탑, 세인트 스티픈 경당의 지하실, 회랑은 화마를 피해갈 수 있었다.
화재 직후, 윌리엄 4세는 거의 완공 단계에 들어서고 있었던 버킹엄 궁전을 새로운 국회의사당으로 제공함으로써 그가 싫어하던 웨스트민스터 궁전을 아예 없어버리려 하였다. 하지만 버킹엄 궁전은 의회 시설을 제대로 수용할 수 있는 구조가 아니었고, 의회는 왕의 제안을 거부하였다. 그 외에도 다른 건물들도 새 국회의사당으로 검토되었으나 모두 묵살되었다. 이와 같은 결정은 웨스트민스터 궁이 가지고 있던 상징성과 역사, 전통이 강하게 작용했을 것으로 보인다. 한편 다음 의회 일정을 위하여 상원과 하원 회의장은 임시로 빠르게 재건되었고 1835년 2월에는 임시 가건물이 모두 완성되었다.
1835년 국왕은 의회건물에서 일어난 화재가 그저 우연이었음을 의원들에게 설득시켰고, 새롭고 영구적인 의회 건물을 짓는 것을 허용하였다. 이후 국회의 각 부처마다 모두 위원회를 만들었고 새로운 국회의사당의 설계에 대한 안을 제출하였다. 1836년 왕립 위원회는 97가지 설계안을 검토한 후, 건축가 찰스 베리가 설계한 고딕 양식의 설계안을 최종적으로 채용하였다.
1840년 주춧돌을 세우는 것을 시작으로 1847년과 1852년에 각각 상원의사당과 하원의사당이 완공되었다. 건물의 주요 부분도 1860년에 들어서야 완공되었다.

### 전쟁 시기
제2차 세계대전 동안 웨스트민스터 궁전은 무려 14차례나 공습에 피격당했다. 1940년 9월 한 개의 폭탄이 궁전 내의 정원에 떨어져 남측 회랑과 벽들이 무너졌으며, 정원에 서있던 사자왕 리처드의 동상이 땅으로 떨어졌다. 같은 해 12월에 떨어진 또다른 폭탄은 궁전의 회랑과 벽들을 심각하게 파괴하였다.
최악의 공습은 1941년 5월에 일어난 공격이었다. 이 때 무려 12번의 공습이 있었으며, 경찰관 2명과 상원의원 1명이 이때 사망했다. 한 폭탄은 하원 회의장 바로 위에 떨어져 회의장을 불로 휩싸이게 만들었으며, 또다른 폭탄은 웨스트민스터 홀 바로 위에 떨어졌다. 소방관들은 두 곳을 동시에 구할 수 없었으며, 어느 곳을 구할지 선택을 해야만 했다. 소방관들은 웨스트민스터 홀에 물을 뿌려 성공적으로 홀을 지켜냈지만, 결국 하원 회의장은 전소되고 말았다. 상원 회의장에도 폭탄이 떨어졌지만, 폭발하지 않아 큰 피해는 없었다. 빅 벤에는 비행기 잔해와 작은 폭탄들이 떨어져 시계를 덮고 있던 유리를 박살냈지만 그 안에 있던 종과 기어들은 파괴되지 않아 전쟁 내내 시계탑은 종소리를 낼 수 있었다.
하원 회의장이 완전히 파괴되자, 상원의원들은 상원회의장을 하원에 제공하였고 대신 여왕의 대기실을 상원 회의장으로 사용하였다. 하원 회의장은 전쟁이 끝난 후 조금 더 단순한 형식으로 다시 재건되었다. 이 복원 작업은 1950년까지 계속되었는데, 조지 6세가 웨스트민스터 홀에서 의회의 개회를 선언하며 완전히 완료되었다. 이후 하원은 원래의 회의장으로 돌아갔고, 상원도 원래대로의 회의장을 되찾을 수 있었다.

### 노후화와 보수공사
시대가 흐르며 자연히 영국 의회의 업무량도 늘어났고, 이에 따라 국회 건물의 개보수, 확장도 필수적이게 되었다.
2010년대에 들어서면서부터 웨스트민스터궁의 노후화 문제가 크게 불거졌다. 가장 큰 문제는 궁전 지하에 설치된 시설들로, 대화재 복구사업 당시 설치된 증기관과 환풍구를 따라 상하수도관과 전기선, 전쟁 당시 설치된 전화선, 최근에 설치된 인터넷선 등이 차례로 덧붙여졌다. 이러한 설비의 정확한 매설 규모와 작동 여부가 제대로 확인되지 않은 것은 물론, 각각의 설비 시설이 노후화된 채로 방치되어 접선을 일으켜 발생한 화재 사고가 총 60건에 달하기도 했다. 건물 외적인 문제도 적지 않아서, 2017년 10월에는 외벽에서 떨어져나온 돌조각으로 유리창이 부서지고, 2018년 4월에는 석조 천사상의 받침대 일부가 떨어지는 사건도 벌어졌다.
2012년 예비 검사를 통해 건물을 새롭게 리모델링하기로 결정했고, 리모델링 기간 동안 의회 일정은 궁전 밖에 있는 다른 건물에서 진행하는 안이 검토되었다. 2015년 정밀조사 결과, 보수공사 자체 비용이 최소 35억 파운드, 의회일정과 동시에 동시에 진행하면 무려 71억 파운드라는 거금이 들어간다는 것으로 판명되었다. 영국 정부의 긴축 정책을 의식한 회의적인 시각도 있었으나, 수리를 미룰수록 오히려 예산규모가 1억 파운드씩 증가한다는 사실로 인해 리모델링에 조기 착수하자는 분위기가 형성되었고, 2017년 1월부로 수리를 결의하였다.
영국 국회의원들은 결의에 따라 2019년부터 2025년까지 총 6년 간 웨스트민스터 궁을 비우게 되었다. 하원은 임시로 화이트홀에 있는 리치몬드 하우스에서 회의를 가지게 되고, 상원은 엘리자베스 2세 컨퍼런스 센터에서 회의를 하게 된다.

## 외부
고전주의 양식 건축가 찰스 베리 경이 디자인한 웨스트민스터 궁전은 19세기에 다시 유행한 고딕 양식의 건물로 지어졌다. 그는 고딕 양식 건축가인 아우구스투스 푸긴과 함께 작업했다. 웨스트민스터 홀은 베리 경의 설계와 어우러지게 되었으나, 푸긴은 베리 경의 디자인을 마음에 들어하지 않았다. 푸긴은 그의 설계에 대해 '그는 고대 그리스의 고전적인 아름다움에 튜더 양식을 억지로 덧입혔다'라고 평했다.

### 석조 건축
1839년 찰스 베리 경은 새로운 의회 건물에 쓸 석재를 구하기 위해 영국 전역의 채석장을 돌아다녔다. 그는 지질학자와 조각가로 구성된 위원회의 도움을 받았으며, 102개의 후보지 중 결국 안스톤에 있는 모랫빛 석회암 채석장을 채택하였다. 안스톤에 있는 채석장에서 끌어올려진 돌들은 템즈 강을 통해 곧바로 공사장으로 들어올 수 있었고 정교한 조각이 가능할 정도로 석질이 좋았다.

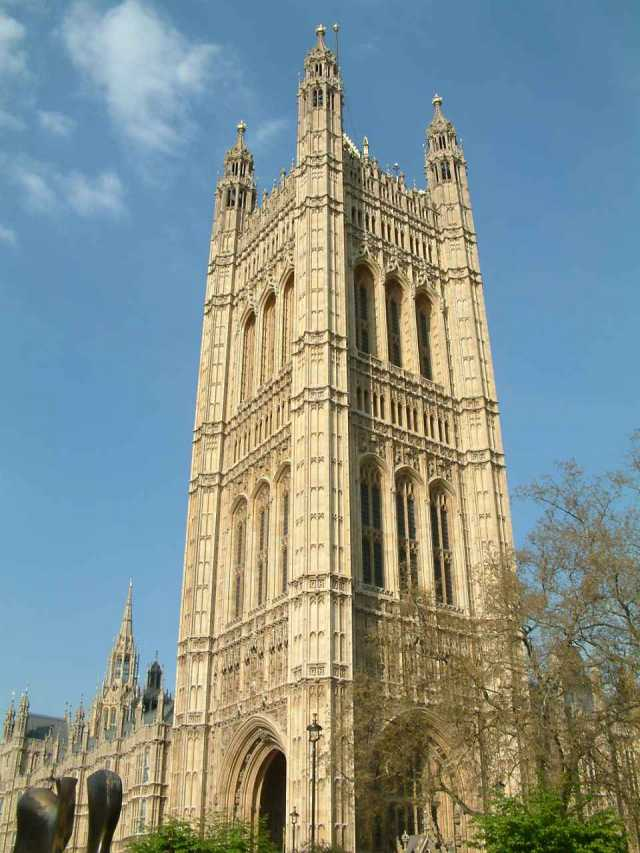
빅토리아 타워

베리 경이 디자인한 새로운 궁전은 모랫빛으로 아름답게 재건되었다. 하지만 얼마 지나지 않아 궁전은 오염과 저급한 석재로 인해 서서히 무너지기 시작했다. 영국 정부는 1849년에 이와 같은 붕괴를 알아차렸으나, 19세기 내내 아무 조치도 취하지 않았다. 그러나 결국 1910년에 석재를 조금씩 대체하기 시작했다. 1928년에는 러틀랜드에서 공수해 온 꿀색 석회암을 대신 사용하여 복원작업을 시작하였으나, 얼마 지나지 않아 전쟁이 일어나 이 작업은 중단되었다. 복원 작업은 전쟁이 끝난 후인 1950년대에 완공되었다. 하지만 60년대에 또다시 국회 건물은 오염으로 인해 망가지기 시작했고 또다른 복원 프로젝트는 1981년에 시작되어 1994년에 끝났다.
2012년 10월, 웨스트민스터 홀의 북쪽 벽이 완성되었고 안뜰의 복원도 완공되었다.

### 탑

#### 빅토리아 타워
웨스트민스터 궁전에는 모두 3개의 주요한 탑들이 있다. 이 중 가장 높은 탑은 '빅토리아 타워'로 98.5m의 높이이고 궁전의 서남쪽 모서리에 세워져 있다. 이 탑은 한때 '왕의 탑'이라 불렸으며 베리 경의 독창적인 설계도면에서 중요한 위치를 차지했고, 그는 이 탑을 궁전의 입구와 기록 보관소로 사용하였다. 빅토리아 타워는 꾸준히 개축 작업을 거쳤으며, 그때마다 그 높이도 증가했다. 1858년에 완성되었을 때, 이 탑은 세계에서 가장 높은 세속적 건축물이었다.

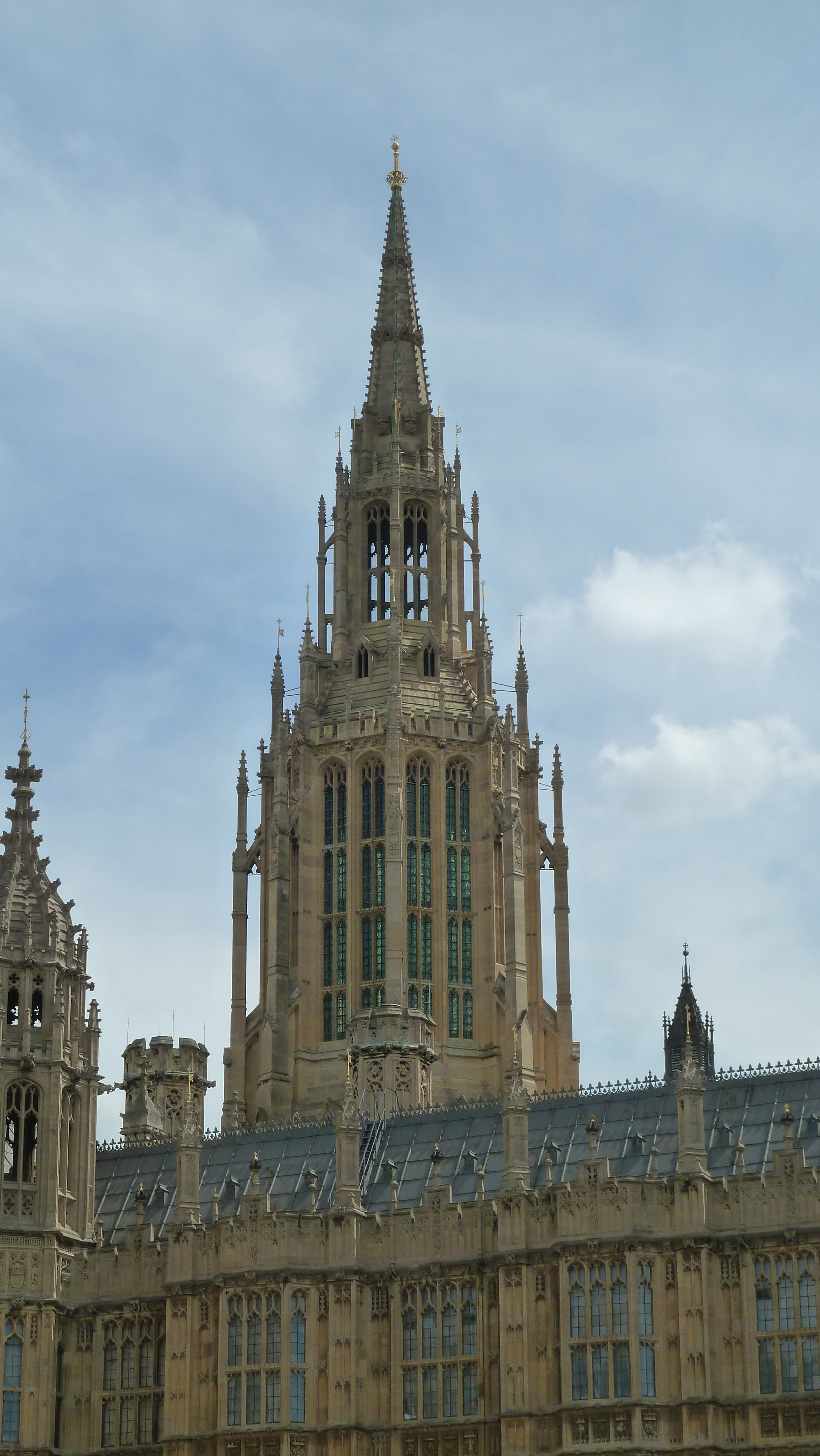
센트럴 타워

탑의 하부에는 왕이 출입하는 문이 있다. 영국의 왕들은 이 문을 통해 의회로 들어섰으며, 주로 의회의 개회나 중요한 행사들을 공포하기 위해 사용되었다. 이 입구는 15m 크기의 아치 형태이고 성 조지, 빅토리아 여왕 등의 조각상들로 장식되어 있다. 빅토리아 타워는 12층에 달하는 철제 선반에 3백만 개에 달하는 의회 문서들을 보관하고 있다. 여기에는 1497년 이후 의회에서 표결된 모든 법령들이 들어있으며, 권리 장전, 찰스 1세의 사망 선고서와 같은 영국사에서 매우 중요한 문서들도 바로 여기 보관되어 있다. 지붕 꼭대기에는 22m에 달하는 깃대가 있으며, 왕이 국회의사당에 있을 때는 왕실의 깃발을 달고 그 외의 경우에는 유니언 잭을 단다.

#### 엘리자베스 타워
궁전의 북쪽 끝에는 엘리자베스 타워가 있다. 보통 이 탑은 빅 벤이라는 명칭으로 훨씬 더 유명하다. 엘리자베스 타워라는 이름은 2012년에 지어진 것이다. 이 탑의 높이는 96m이고, 빅토리아 타워보다 훨씬 더 두께가 얇다. 탑 속에는 거대한 시계가 들어있다. 이 시계는 19세기 시계 제작자들이 불가능할 것으로 생각하던 정확도를 맞췄고 1859년 처음 가동을 시작한 이후 가장 믿을만한 시계로 불려왔다. 시계의 직경은 23피트이고, 유리로 완성되어 있으며 야간에는 뒤에 조명을 비춘다. 시침은 2.7m이고 분침은 4.3m이다.
시계탑 내부의 종탑에는 무려 5개의 종들이 걸려있다. 이 종들은 매 시간마다 종을 쳐 도시 전체에 시간을 알렸다. 본래 이 종을 부르던 명칭이었던 '빅 벤'이 나중에 확장되어 탑 전체의 별칭으로 변한 것이다. 이 종들은 영국에서 3번째로 무거운 종으로, 무게는 무려 13.8톤이다.

#### 센트럴 타워
팔각형 모양을 한 센트럴 타워는 궁전에서 가장 작은 탑으로 91m이다. 탑은 건물의 중앙 로비 바로 위에 우뚝 솟아 있다. 이 탑은 복구 작업 당시 환기를 담당했던 책임자에 의해 설계에 추가되었는데, 그는 이 탑을 환기용 굴뚝으로 사용되기를 원했다. 당시 담당자였던 베리 경은 이 탑을 세우기 위해 측면의 창문들을 좁게 만들고 벽을 두껍게 함으로써 이 탑을 추가했다. 이 탑은 환기라는 면에서 보면 실패했으나, 실용적인 용도가 설계 디자인에 영향을 미친 최초의 사례라는 점에서는 주목할 만하다.

## 내부
웨스트민스터 궁전은 1,100개의 방들과 100개의 계단, 4.8km의 회랑을 가지고 있다. 총 4층의 규모인데, 맨 아래층은 정부 기관들이 들어차 있으며 2층은 왕실용 공간, 의회 회의장, 도서관들이 입주해 있다. 나머지 2개의 층은 회의실과 사무실들로 쓰이고 있다.

### 설계
궁전에는 출입자들의 신분에 따라 각기 다른 출입구들이 있다. 왕의 출입구는 빅토리아 타워의 하단에 있으며 의회 개회식에 여왕이 바로 이곳으로 들어온다. 이 문은 대기실, 왕실 갤러리, 왕자들의 방과 연결되어 있으며 상원 회의장으로 향할 수 있다. 상원의원들은 옛 궁전 정원에 있는 현관으로 입장한다. 현관 뒤의 계단은 복도를 통해 왕자들의 방으로 곧바로 연결된다.
하원 의원들은 새 궁전 정원에 있는 현관으로 들어온다. 그들은 휴대품 보관소를 통과하고 하원 회의장 로비로 도착하게 된다.
건물의 서쪽 중앙에 있는 현관은 일반인들을 위한 입구이다. 이 입구를 통과하여 세인트 스티븐 홀까지 걸어갈 수 있으며, 궁전의 중심부로 들어갈 수 있다.

### 노르만 포치
'포치'란 중요 인사가 건물로 들어갈 때 햇빛이나 비를 맞지 않고 차에서 곧바로 내려 들어갈 수 있게 건물 외부에 튀어 나온 돌출 시설이다. 웨스트민스터 궁은 의회 개회식 때마다 여왕이 방문하는데, 이때 여왕이 출입하는 빅토리아 타워의 입구를 통해 웨스트민스터 궁 내부로 들어간다.여왕은 정식 왕관과 망토, 검을 모두 착용한 채 이 곳을 통해 출입하며, 총리나 상원 의원들, 혹은 왕실 인사들이 곁에서 보좌한다. 이 곳은 여왕이 사용하지 않을 때에는 외국의 수상들을 맞을 때 사용되며, 평시에는 웨스트민스터 궁을 관람하는 관광객들이 관람 코스를 시작하는 곳이다.
이 곳을 지나면 26개의 회색 화강암으로 만들어진 거대한 계단이 나온다. 이 곳에 행사가 열릴 때에는 양 옆으로 검을 찬 호위병들이 나란히 늘어서 여왕을 호위한다. 이 호위병들이 유일하게 궁전 내에서 무기를 소지할 수 있는 사람들이며, 이마저도 공식 행사에서만으로 엄격히 제한된다.
계단을 지나면 드디어 노르만 포치가 나온다. 노르만 포치의 한가운데에는 거대한 기둥이 서있어 천장의 하중을 떠받치고 있다. 노르만 포치라는 이름은 이 곳을 장식하고 있는 무늬들이 옛 노르만 역사에 나온 것들에서 따온 것임에서 기인한다. 다만 이 곳에는 노르만 왕들의 조각상도, 프레스코화도 없고, 다만 참회왕 에드워드의 석상만이 유일하게 이 곳의 이름과 어울리게 서있다. 빅토리아 여왕은 이 방에 2번이나 그려져 있는데, 첫 번째는 거대한 스테인드글라스 속에 젊은 날의 여왕의 모습이, 두 번째는 벽에 그려진 그림 속에 말년의 여왕의 모습이 묘사되어 있다. 기둥들 아래에는 얼 그레이와 같은 유명한 영국의 총리들의 흉상이 모셔져 있다. 노르만 포치로 올라오는 계단 반대편에 있는 2개의 문 가운데 한문에는 왕실 갤러리로, 나머지 한 문은 여왕의 대기실로 향할 수 있게 한다.

### 여왕의 대기실
여왕의 대기실은 흔히 그저 '대기실'이라고도 불린다. 이름에서 알 수 있듯이, 이 곳은 여왕이 개회식을 준비하며 머무르는 곳인데, 여왕은 이 곳에서 로브와 왕관을 착용하고 본격적으로 의회를 열 준비를 한다. 이 화려한 방에서 특별히 이목을 끄는 것은 방 한쪽에 마련된 왕좌인데, 이 왕좌는 3개의 단 위에 올려져 있고 잉글랜드, 스코틀랜드, 아일랜드의 상징이 새겨진 캐노피 아래에 위치해 있다. 보라색 벨벳으로 쿠션을 댔으며, 왕실 문장이 황금실로 새겨져 있다. 왕좌 반대편에는성인들의 모습이 조각된 대리석으로 만든 벽난로가 있다.
이 곳의 장식 주제는 바로 전설적인 아서 왕이다. 1848년에 그와 관련된 프레스코화들이 그려졌고, 각각 전설 속의 장면들을 묘사하며 기사도와 왕의 가치와 명예를 표현하고 있다. 가장 거대한 프레스코화는 출입문들 사이에 그려진 거대한 그림인데, 왕에게 환대의 덕목을 가르치려는 목적으로 그려졌다. 원래 7개의 프레스코들이 그려질 예정이었으나 중간에 화가의 사망으로 인해 2개는 그려지지 못했고, 대신 빅토리아 여왕의 모습이 그 자리를 채웠다.
독일군의 공습으로 인해 하원의회장이 파괴되었을때, 상원이 하원에게 의회장을 내주고 대신 이 곳에서 상원 의회를 열었다.

### 상원 회의장

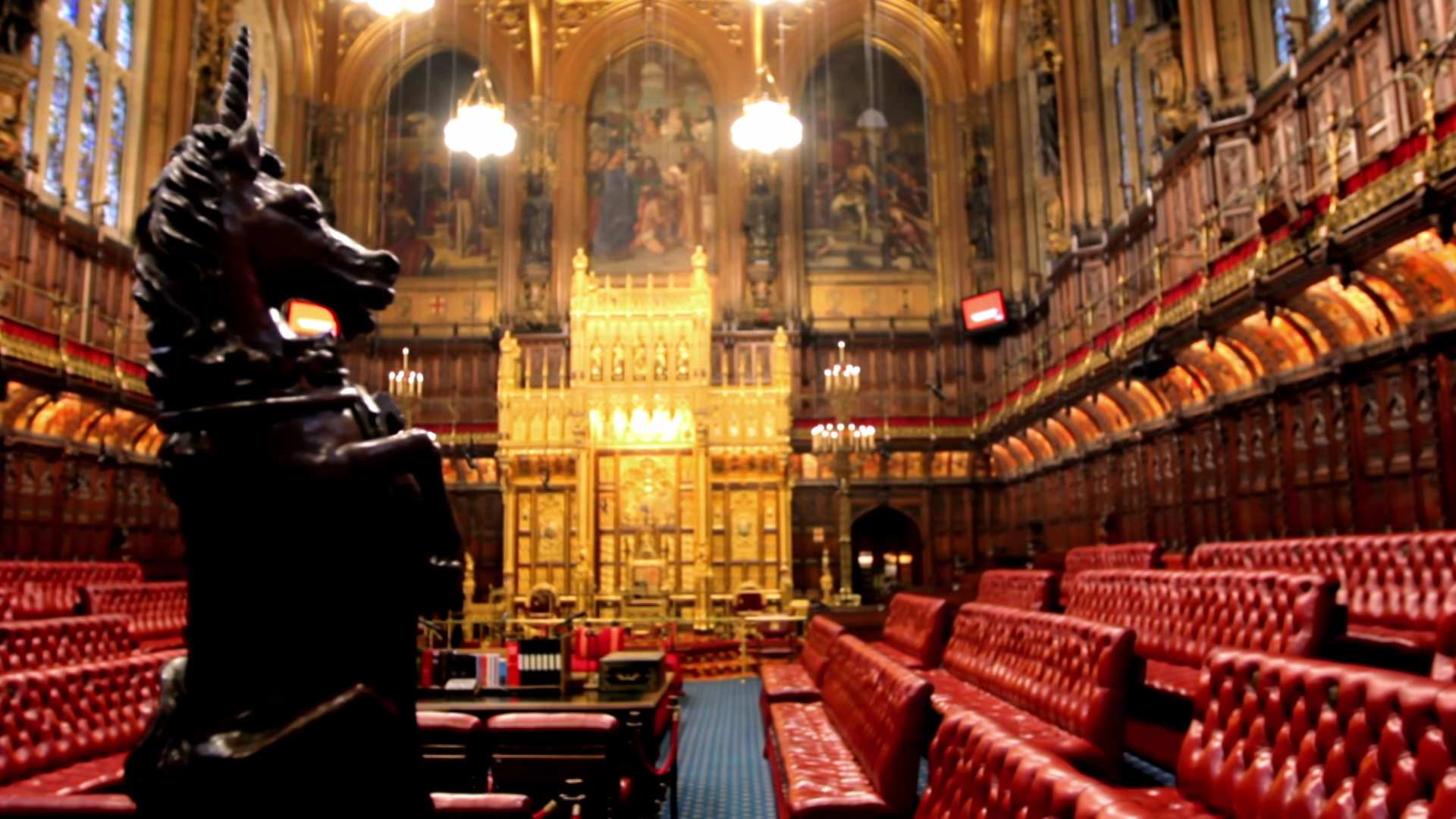
상원 회의장

상원 회의장은 궁전의 남쪽 부분에 위치해 있다. 이 방은 13.7*24.4m의 면적을 지니고 있다. 대부분의 상원용 가구들처럼, 회의장 양 옆에 나열되어 있는 소파들은 상원의원들의 상징인 붉은색 쿠션이 대어져 있다. 회의장 벽 위쪽에는 왕실과 종교, 의회를 묘사한 스테인드글라스들이 끼워져 있다.
회의장의 남쪽 끝에는 황금 왕좌가 있다. 이론상으로는 국왕이 회의 도중 언제나 들어와 이 곳에 앉을 수 있지만, 왕이나 여왕이 실제로 이 곳에 앉는 경우는 의회 개회식이 거의 유일하다. 다른 왕실 일원들이 상원 회의를 참관할 경우, 왕좌 옆에 있는 작은 의자들에 앉게 된다. 왕좌 앞에는 거대한 태피스트리가 걸려있는데, 이는 영국 산업 혁명의 기반이 된 방직 산업을 상징하는 것이다. 한편 왕가의 권위를 상징하는 메이스가 태피스트리 뒤에 놓여져 있다.
상원 회의장을 둘러싸고 있는 3면의 소파열들에 모두 의원들이 앉게 되는데, 상원 의장 오른쪽에 있는 소파에는 주교들이 앉고, 왼쪽에는 귀족 의원들이 앉는다. 상원 회의장은 종종 국가적인 행사가 열리는 중심지가 되는데, 가장 중요한 행사로는 매년 주기적으로 열리는 의회 개회식이다. 이 때만은 이 곳은 궁전 내에서 가장 북적이는 장소가 되는데, 국가를 상징하는 모든 인물들이 이 곳에 다 모인다. 일단 모든 상원 의원들과 국왕이 이 곳에 참석하고, 사법부, 총리 등을 포함한 행정 각료들, 그리고 수많은 손님들이 초대받아 여왕의 연설을 지켜본다. 하원의원들은 이 때 회의장 안으로 들어오지 못하고, 다른 곳에서 방청해야만 한다. 독일군의 대공습 당시, 하원 회의장이 파괴되자 하원의원들은 이 곳으로 대신 옮겨 회의를 했고 상원의원들은 여왕의 대기실로 옮겨 회의를 했다.

### 하원 회의장

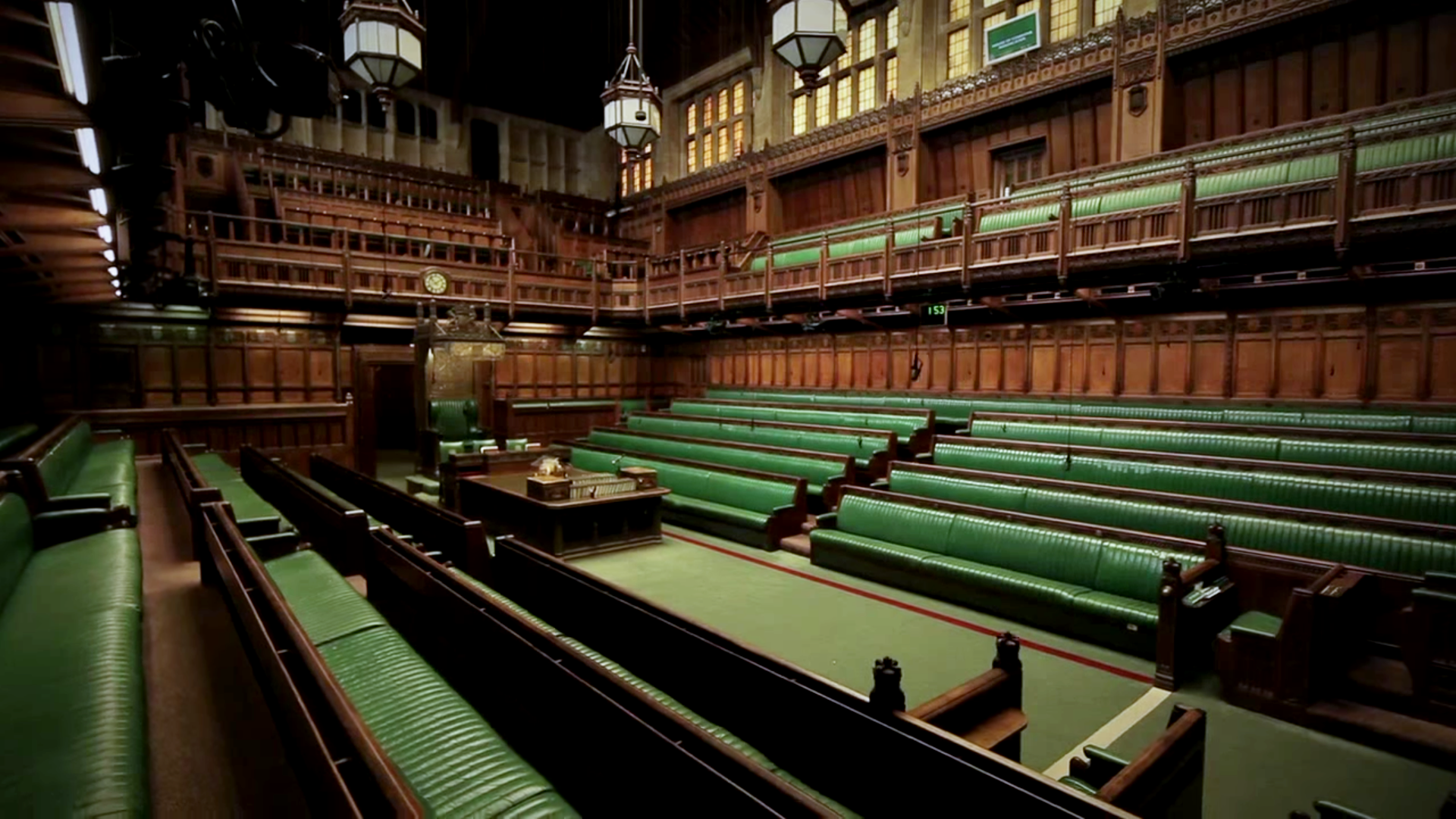
하원 회의장

하원 회의장은 궁전의 북쪽 끝에 위치해 있다. 방의 크기는 14*20.7m이고, 상원 회의장에 비교하면 전체적으로 수수한 분위기이다. 이 곳에 놓여진 벤치들은 하원을 상징하는 연한 녹색 쿠션들이 덧대어져 있다. 일반인들은 이 벤치에 앉는 것이 금지되어 있다. 코먼웰스에 소속된 다른 나라들, 예를 들면 인도, 캐나다, 뉴질랜드 등과 같은 나라들도 이와 같은 색깔 구분법, 상원은 붉은색 하원은 녹색을 채용하여 쓰고 있다.
회의장 북쪽 끝에는 하원의장석이 있다. 의장석 앞에는 거대한 테이블이 있는데, 이 곳에는 보좌관들이 앉아 회의록을 기록하는 역할을 하거나 대기하고 있다. 이 테이블 위에는 하원 회의를 상징하는 메이스가 놓여있다.
상원회의장과는 약간 다르게, 하원회의장에는 양 옆으로 벤치들이 열을 지어 나열되어 있다. 의장석을 기준으로 오른쪽에 있는 벤치에는 정부 여당 의원들이 앉고, 왼쪽에는 야당 의원들이 앉는다. 방이 워낙 옛날에 지어진 터라, 650명에 달하는 하원 의원들을 다 수용할 수 없어서 오직 427명만 앉을 수 있고 나머지는 뒤에 서있어야 한다.
전통적으로 영국의 국왕은 하원회의장 안으로 들어가지 않는다. 마지막으로 이런 행동을 한 사람은 1642년에 찰스 1세가 마지막이었다. 당시 왕은 하원의장에게 5명의 의원들을 반역 혐의로 체포하기를 원했지만, 왕이 그에게 명령을 내렸을 때 그는 '죄송하지만 전하, 저는 이 곳(하원 회의)의 시종이기 때문에 그들이 원하지 않는 일은 할 수가 없습니다.'라고 응수했다. 그 때 이후로 왕을 대변하는 흑장관이 하원의원들을 소집하러 의회장 내로 들어오려 할 때, 장관의 면전에서 문을 쾅 닫아버리는 전통이 생기게 되었다. 흑장관은 닫힌 문을 3번 두드리고, 그때서야 하원의회장의 문이 열리게 된다.
예외적으로 독일의 대공습으로 인한 회의장의 피해가 모두 복구된 후, 하원 대표들이 특별히 조지 6세에게 새롭게 단장한 내부를 안내한 적이 있다.
하원 회의장 중간에는 2개의 붉은 선이 그어져 있다. 이 선들 사이의 거리는 2.5m인데, 정확히 2개의 검이 서로 맞닿을 거리이다. 구전에 따르면 이 선이 회의나 토론 도중 서로 검을 빼들고 공격하는 것을 막기 위해 미리 만들어졌다고 하지만, 그 당시에 하원의원들이 검을 들고 의회장 내부로 들어오는 것이 가능했는지에 대해서도 의문이 있다. 당시 검을 회의장 내부에서 착용하는 것이 허락된 사람은 근위병들 뿐이었고, 의원들은 들어오기 전 검을 미리 따로 맡겨야만 했다. 게다가 의원들이 정작 검을 들고 들어오는 것이 허락되던 시절에는 이 선이 그어져 있지 않았다. 이 선의 용도는 검을 이용한 결투가 아니라, 토론이나 연설 도중 상대파 의원들이 이 선을 넘어 주먹이나 폭력을 사용하여 연설을 가로막는 것을 막기 위해 그어진 것이라는 설이 우세하다.

### 웨스트민스터 홀

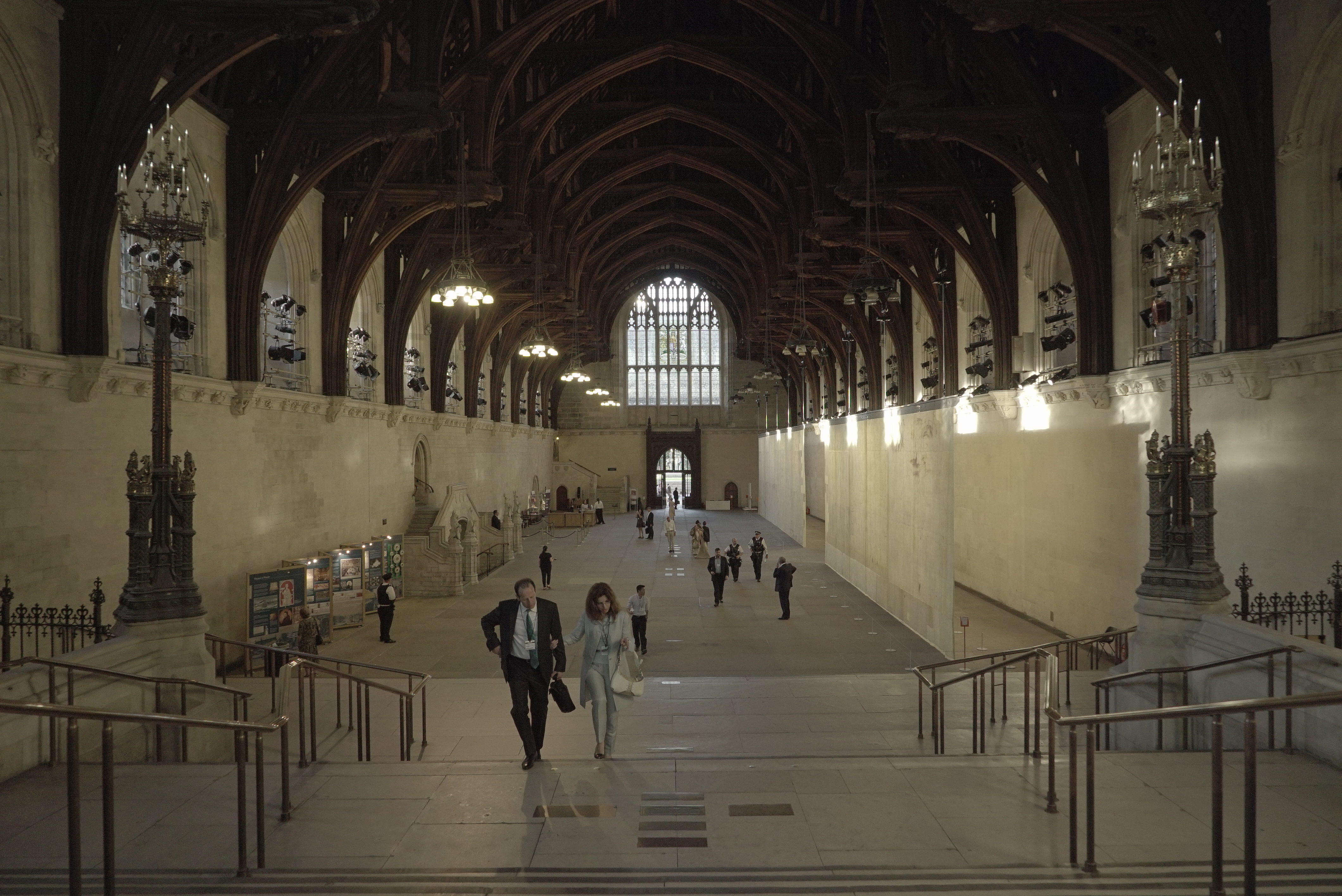
웨스트민스터 홀

웨스트민스터 홀은 현재 궁전 내부에 있는 가장 오래된 방이다. 윌리엄 2세에 의해 1097년에 처음으로 지어졌고, 당시 유럽에서 가장 거대한 방이었다. 원래는 거대한 기둥들로 천장을 받치고 있었으나, 리처드 2세의 치세 아래 현재와 같은 독특한 양식으로 바뀌게 되었다. 이는 3개나 되는 천장의 다락 구조를 모두 없애버리고 하나의 거대한 공간으로 탁 트이게 했고, 중세 건축의 걸작으로 인정받았다. 1393년에 새로운 천장을 깔았고, 또한 이 때 실물 크기의 왕 조각상 15개를 천장에 조각했다.
웨스트민스터 홀은 현재 영국에서 가장 거대한 중세 시대 홀이다. 20.7*73.2m의 면적을 자랑한다. 천장을 이루고 있는 참나무 목재들은 햄프셔에 있는 왕실 소유 숲에서 베어왔다.
웨스트민스터 홀은 다양한 용도로 쓰였다. 12세기에서 19세기까지 이 곳에서 새로운 국왕의 탄생을 축하하는 즉위 연회가 열렸다. 마지막 연회는 조지 4세가 1821년에 즉위하였을 때 열렸다. 하지만 그의 후계자 윌리엄 4세는 이 연회가 너무나 많은 돈을 잡아먹는다는 이유로 결국 폐지했고, 그 때 이후 전통이 끊겼다. 하지만 이후로도 이 곳은 왕실 행사와 국왕 직속의 사무로 종종 사용되었고, 왕실의 일원이 아닌 일반인들이 이 곳을 사용한 경우는 극히 적다.
상원과 하원 모두가 이 곳에 모여서 국가의 중대사를 축하하는 경우가 있다. 예를 들어 이 곳에서 엘리자베스 여왕의 즉위 25주년, 50주년, 60주년 기념 행사가 열렸으며, 2차 세계대전 승전 기념식도 1995년에 바로 이 곳에서 열렸다.

## 전통과 관습

### 먹고 마시고 담배피우기
웨스트민스터 궁 내부에서 담배는 17세기부터 허용되지 않았다. 결과적으로 의원들은 편법으로 연기가 나지 않는 담배를 가지고 다녔고, 심지어는 보좌관들까지도 이를 위한 재떨이를 가지고 다녔다. 이에 대한 많은 루머들이 있지만, 2005년부터 담배는 절대 허용되지 않는다. 의원들은 회의장에서 먹거나 마실 수도 없다. 이에 대한 유일한 예외는 재무장관으로, 장관이 예산안을 발표하는 동안 장관은 자신이 특별히 고른 음료수를 마실 수 있다. 전통적으로 술 종류들이 많이 골라졌지만, 최근의 장관들은 물을 선호한다.

### 드레스 코드
남성들은 궁전 내에서 정식으로 예의를 갖춘 복장을 갖추는 것이 요구되며, 여성들은 간단한 양복을 입는 것이 권장된다. 로고가 새겨진 티셔츠들은 허용되지 않는다. 모자를 착용할 수 없으며, 의원들은 군대 무늬가 들어간 옷들을 입을 수 없다.

### 그외의 전통
궁전 내에 허용된 유일한 동물들은 오직 안내견 종류 뿐이다. 그외에 탐지견들과 경찰용 말들도 특별한 경우에 들어올 수 있다.
하원 회의 중에는 원고를 보고 읽으면서 발표하는 것은 허용되지 않는다. 다만 간단한 노트 정도는 참고할 수 있다. 신문을 읽는 것도 허락되지 않으며, 시각적인 자료들도 웬만해서는 잘 쓰이지 않는다. 환호와 큰 박수소리도 대부분 금기시되는 분위기이고, 예외는 수상이나 장관들이 명연설이나 좋은 언행을 했을 때 정도이다.

## 대중문화에서의 등장
웨스트민스터 궁의 외관은 세계적으로도 이미 잘 알려져 있으며, 특히 템즈 강변에 있는 빅 벤의 모습이 매우 유명하다. 이 곳은 영국에서 가장 관광객들이 많이 몰려드는 곳들 중 하나이다.

## 같이 보기
- 영국 상원
- 영국 의회
- 영국 하원
- 웨스트민스터 사원